# Puig de l'Obiol
El Puig de l'Obiol és una muntanya de 1.544 metres que es troba entre els municipis de Vidrà, a la comarca catalana d'Osona i de Vallfogona de Ripollès, a la comarca catalana del Ripollès.